# Modgunn
Modgunn er et oldnordisk pigenavn, der betyder den krigsmodige. Det er navnet på en kvinde som står vagt ved Gjallerbroen. Hun tillod de nydøde at krydse broen fra den ene side af floden Gjöll til den anden side, hvis sjælene fremlagde deres ærind. Til gengæld forhindrede hun at de døde vendte tilbage over floden Göll

## Gylfaginning
I Gylfaginning, mod slutningen af kapietl 49, bliver den døde Balder og Nanna beskrevet. Hermod, der beskrives som Balders broder i denne kilde, rejser til Hel på hesteryg for at hente den afdøde Balder tilbage. For at komme ind i Hel rider Hermod i ni nætter iegnnem "dale så dybe og mørke at han ingenting så", indtil han ankommer til floden Gjöll og Gjallerbroen, som vogtes af Modgunn. Broen blive beskervet som havende et tag fremstillet af skinnende guld. Hermod krydser den før han bliver udfordret af Modgunn.
Modgun taler med Hermod og kommenterer at han skaberr et ekko på broen, som er større end de fem personer, som netop er passeret. Dette er er reference til Balder og Nanna, og dem, som blev brændt sammen ved deres begravelse. Modgunn siger også at de deøde i Hell optræder i en anden farve end de levende, og hun fortæller ham at for at komme til Hel skal han fortsætte "nedad og mod nord", hvor han finder vejen til Hell.